# V.21

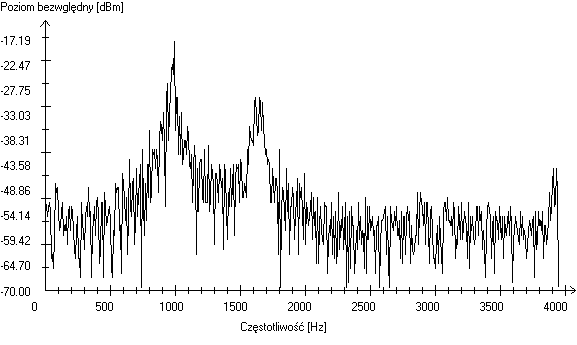
Un spectre de signal de modem standard V21 sur une ligne téléphonique.

V.21 est une norme de modulation pour modem à 300 bauds full-duplex pour l'utilisation sur le réseau téléphonique public commuté (RTC).